# Palacio Radziwiłł
El palacio Radziwiłł, en polaco, o Radvilų, en lituano, es un conjunto palaciego situado en Vilna, en Lituania, y destacado dentro de su casco histórico. Se construyó como la segunda y mayor residencia de la familia Radziwiłł en Vilna.
El edificio actual lo mandó edificar el príncipe polaco-lituano Janusz Radziwiłł, y se levantó entre los años 1635 y 1653, con diseño del arquitecto Jan Ullrich. El complejo quedó en estado ruinoso tras la guerra de los Trece Años, permaneciendo abandonado durante centurias. Durante la Primera Guerra Mundial fue ampliamente devastado, conservándose tan sólo su ala norte. En la década de 1980 fue restaurado parcialmente para albergar una sección del museo de arte lituano.
Su arquitectura es tardorrenacentista, con trazas del Renacimiento holandés y decoraciones manieristas lituanas. Su disposición simétrica original evocaba el Renacimiento francés tardío, concretamente a los parisinos palacios de Fontainebleau y del Luxemburgo.